# Païchère

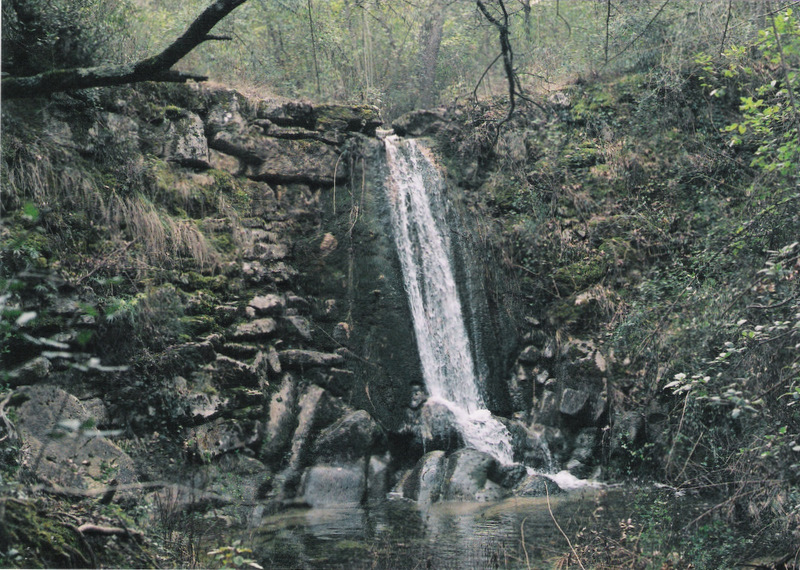
Une païchère à Monrafet (Aude)

Une païchère est un ouvrage en pierre sèche construit dans un ruisseau, et destiné à la régulation des crues ou à divers usages agricoles : prise d'eau d'irrigation, d'abreuvoir, de moulin…
On compterait une cinquantaine de païchères, de différentes tailles et d'époques allant du XVIIe au XXe siècle en zone collinaire, à Palaja (Aude). Leur datation ne peut que se référer aux habitats voisins, voués le plus souvent à l'élevage du mouton, qui a précédé la généralisation de la vigne. Cet élevage limitait considérablement la couverture végétale, frein naturel à la propagation des crues.

Le constructeur de païchères a généralement utilisé un grès local, parfois du calcaire ou du schiste.
On peut constater qu'au-delà de Palaja, la technique de la païchère est connue dans tout le Languedoc, en zone collinaire.

Cet ouvrage peut porter un autre nom en Provence et dans le reste du bassin Méditerranéen occidental,,.

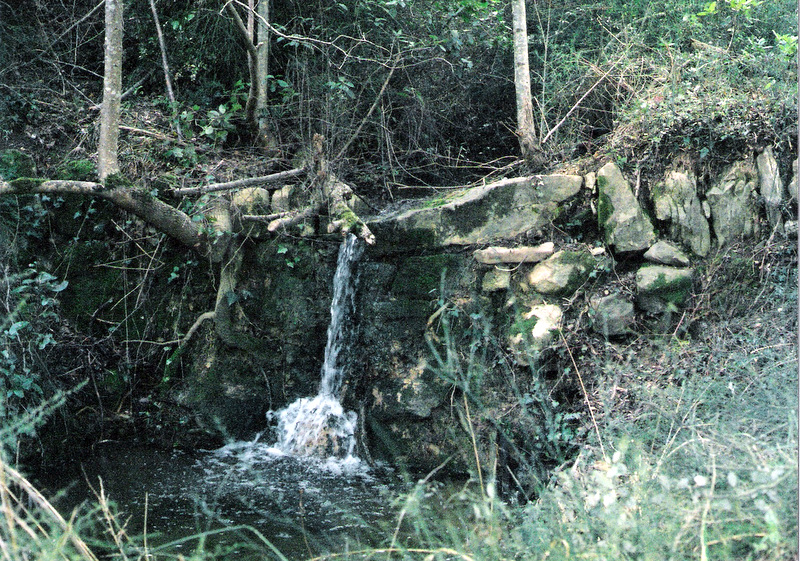
Une païchère à Bazalac (Aude)

## Cartographie
Parmi une douzaine de cartes ou cadastres du secteur, datés du XVIIIe au XXe siècle, seul un plan cadastral de Montirat (limitrophe de Palaja à l'est) daté de 1763, montre une prise d'eau avec barrage. Ce manque d'archive écrite peut traduire une absence de réglementation de l'usage de l'eau à ces époques.

## Lexicologie
On trouve la trace du mot « païchère », dans le sens qu'on lui donne ici, dès 936 : Devic et Vayssète le mentionnent dès cette date, et, ultérieurement, il est cité régulièrement  dans une dizaine de dictionnaires du languedocien à l'auvergnat (pas en provençal)